# Michael Spivak

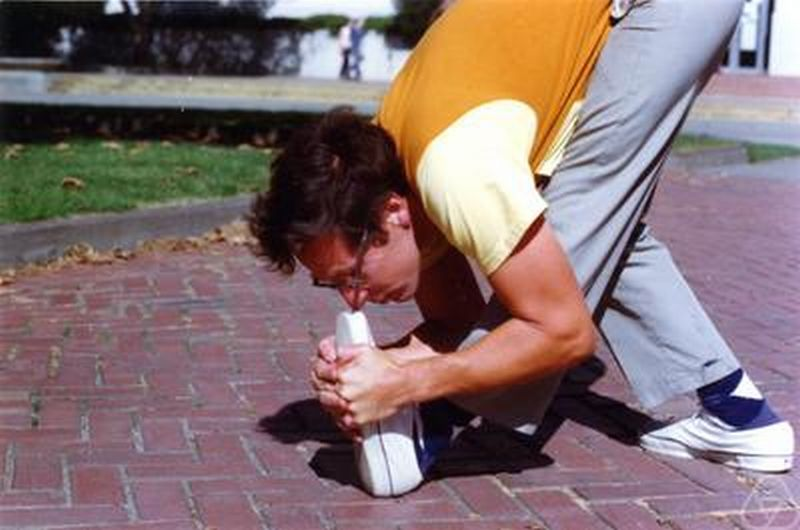
Spivak in 1974

Michael David Spivak (Queens, New York, 25 mei 1940 - 1 oktober 2020) was een Amerikaans wiskundige, gespecialiseerd in de differentiaalmeetkunde. Hij was verder een gerenommeerd uitlegger van de wiskunde en de oprichter van de "Publish-or-Perish Press". Hij is vooral bekend als de auteur van de vijfdelige Comprehensive Introduction to Differential Geometry. In 1964 behaalde hij onder supervisie van John Milnor zijn doctoraat aan de Universiteit van Princeton.
Zijn boek Calculus kiest voor een zeer strikte en theoretische benadering van de inleidende analyse. Het boek wordt op vele universiteiten gebruikt met name wanneer er een nadruk op de zuivere wiskunde ligt.

## Spivak pronoun
Spivak is de bedenker van het Engelse genderneutrale voornaamwoorden (pronouns) 'e/em/eir' voor de derde persoon enkelvoud, als genderneutraal alternatief voor hij of zij. De voornaamwoorden 'e/em/eir' worden de 'Spivak pronouns' genoemd.